# Andevoto
Andevoto (m. 437) foi um líder militar de origem bárbara pertencente a um exército privado que teria atuado na província romana da Hispânia sob as ordens da aristocracia hispano-romana da Bética. Em 437 participou numa batalha nas margens do rio Genil, onde enfrentou e venceu o rei suevo Réquila.